# Кузнецовский сельский совет (Розовский район)
Кузнецовский сельский совет (укр. Кузнецівська сільська рада) — входит в состав
Розовского района
Запорожской области
Украины.
Административный центр сельского совета находится в 
с. Кузнецовка.

## Населённые пункты совета
- с. Кузнецовка
- с. Богатовка
- с. Зоряное